# 诏祜巴等傣
诏祜巴等傣（1974年3月—），又称祜巴等傣，男，傣族，云南瑞丽人，中国佛教僧人，现任中国佛教协会副会长，瑞丽江边总佛寺住持。